# Israjel Hakobkochjan
Israjel Hakobkochjan (armenisch Իսրայել Հակոբկոխյան, russisch Исраел Акопович Акопкохян, Israjel Akopkowitsch Akopkochjan; * 21. Januar 1960 in Jerewan) ist ein ehemaliger sowjetischer Boxer armenischer Herkunft. 

## Boxkarriere
Hakobkochjan wurde Sowjetischer Meister 1979 im Halbweltergewicht, 1981, 1982 und 1983 im Weltergewicht, sowie 1989 und 1991 im Halbmittelgewicht. Darüber hinaus gewann er 1979 und 1983 die Völker-Spartakiade. Sein größter Erfolg im Nachwuchsbereich war der Gewinn der Goldmedaille im Halbweltergewicht bei der ersten Junioren-Weltmeisterschaft 1979 in Yokohama. Er besiegte dabei den Franzosen Pierluigi Thierry, den Junioren-Europameister und Weltcup-Zweiten Rashko Lomski, den US-Amerikaner Darrell Chambers und den kanadischen Olympiateilnehmer von 1980, Rick Anderson. Er startete daraufhin bereits bei den Olympischen Spielen 1980 in Moskau, wo er im Achtelfinale mit 2:3 gegen den späteren Olympiasieger Andrés Aldama ausschied.
1985 in Budapest gewann er dann im Weltergewicht seinen ersten EM-Titel, nachdem er unter anderem Borislaw Abadschiew und Joni Nyman geschlagen hatte. Zudem gewann er im gleichen Jahr auch den Weltcup in Seoul, nach einem Finalsieg im Weltergewicht gegen Darryl Lattimore.
1986 gewann er im Halbmittelgewicht mit einem finalen Sieg gegen Wiktor Jegorow die Goodwill Games in Moskau und startete bei der Weltmeisterschaft 1986 in Reno, wo er nach Siegen gegen Helmut Gertel und Carlos Marcano, im Viertelfinale mit 2:3 gegen Torsten Schmitz unterlag.
1989 gewann er dann im Halbmittelgewicht die Europameisterschaft in Athen, wobei er unter anderem Enrico Richter und Rudel Obreja besiegte. Er startete dann in dieser Gewichtsklasse bei der Weltmeisterschaft 1989 in Moskau, wo er Alberth Papilaya, Raymond Downey, Rudel Obreja sowie Torsten Schmitz besiegen und Weltmeister werden konnte.
1990 wiederholte er den Gewinn der Goodwill Games 1990 in Seattle, nachdem ihm Siege gegen Rudel Obreja, Paul Vaden und erneut Torsten Schmitz gelungen waren. Bei der EM 1991 in Göteborg konnte er sich unter anderem gegen Orhan Delibaş, Jan Dydak und wieder gegen Torsten Schmitz durchsetzen und somit erneut Europameister im Halbmittelgewicht werden. Nach Wladimir Jengibarjan wurde er der zweite armenischstämmige Boxer, der dreimal Europameister bei den Erwachsenen werden konnte. Als drittem Armenier gelang dies 2022 Howhannes Batschkow.
Sein letzter großer Erfolg war der Gewinn der Silbermedaille im Halbmittelgewicht bei der WM 1991 in Sydney; nach Siegen unter anderem gegen Robin Reid und Ole Klemetsen, war er im Finale gegen Juan Carlos Lemus unterlegen.

## Sonstiges
Hakobkochjan ist politischer Aktivist und Leiter der Menschenrechtsorganisation „Rule of Law and Values“. Er setzte sich bisher unter anderem für die Istanbul-Konvention und die Lanzarote-Konvention sowie gegen die Ausbeutung der Amulsar-Goldmine und damit zusammenhängende Umweltverschmutzung bei Dschermuk ein. Am 28. Januar 2021 wurde er während einer Protestkundgebung gegen Ministerpräsident Nikol Paschinjan vor dem Regierungsgebäude in Jerewan festgenommen. Er und vier Mitstreiter werden wegen des Verdachts des vorsätzlichen Versuchs, Gebäude, Einrichtungen, Transport- oder Kommunikationsmittel zu besetzen, angeklagt. Ein Antrag auf Untersuchungshaft wurde abgelehnt und Hakobkochjan kam daraufhin wieder auf freien Fuß.
Im April 2021 bewarb er sich um das Amt des Präsidenten des Armenischen Boxverbandes, unterlag jedoch dem Amtsinhaber Howhannes Howsepjan mit 67:10 Stimmen.